# Холькнект, Пер
Пер Олоф Холькнект (род. 27 апреля 1960 года) — шведский дизайнер моды и предприниматель. Он также является основателем нескольких журналов и компаний, самой успешной из которых является компания по производству одежды Odd Molly.

## Биография
Холькнект вырос в Фалуне, Даларна. Его отец был полицейским, мать — директором школы. Он переехал в Эрмоса-Бич, Калифорния, в 1980 году, и в течение нескольких лет был профессиональным скейтбордистом, выиграв несколько международных соревнований. В 1984 году Холькнект основал журнал о скейтбординге Transworld Skateboarding.
Он вернулся в Швецию в 1984 году. Изучал экономику в бизнес-школе IHM, после чего он основал компанию Street Style вместе со своим братом Томасом. Позже он основал еще одну скейтборд-компанию, Svea, которая запустила бренд скейтбордов и бренд одежды.
У Холькнекта развилась наркотическая зависимость, и в 2000 году он пережил жизненный кризис, во время которого он потерял все, стал бездомным и выживал, продавая стокгольмскую уличную газету Situation Sthlm. Позже он излечился от зависимости. После четырех месяцев трезвости он успешно подал заявку на то, чтобы стать соседом по дому в первом сезоне шведского сериала «Большой брат», в котором он занял второе место после того, как проиграл в финале 74-го дня. Шоу транслировалось на 5-м канале.
В 2002 году Холькнект начал работать с модельером Карин Джимфельт-Гхатан, и вместе они основали международную компанию по производству одежды Odd Molly. В 2010 году они были названы «Основателями года» на ежегодном предпринимательском гала-концерте Entreprenörsgalan в Швеции. В 2013 году Холькнект сообщил, что после двенадцати лет работы уйдет из Odd Molly, чтобы начать работать консультантом по брендингу для различных брендов.
19 июня 2012 года вышел в свет первый номер журнала Холькнекта Miss World. Он был главным редактором, но до того, как выпуск был прекращен, вышло всего два номера.
Холькнект был одним из ведущих радиошоу Sommar на Шведском радио в 2010 году. В 2014 Холькнект опубликовал свою автобиографию Per Holknekt 1960–2014, в соавторстве с Маркусом Люттменом.
Холькнект также является успешным игроком в пинбол и принимал участие в национальных, европейских и мировых чемпионатах, проводимых Профессиональной ассоциацией любителей пинбола.
В 2016 году береговая охрана арестовала Холькнекта и оштрафовала за вождение в нетрезвом виде и превышение скорости на своей моторной лодке. Он был оштрафован на 30 000 шведских крон.

## Личная жизнь
Холькнект был женат на американке три года во время своего пребывания в Калифорнии. После возвращения в Швецию он познакомился с женщиной, от которой в 1990-х годах у него родилась дочь. В 2000 году во время участия в «Большом брате» он познакомился с певицей Викторией Толстой, и пара поженилась в 2001 году. Они развелись в марте 2008 году. Он женился на певице Лене Филипссон в 2010 году, но они развелись в июле 2013 года. В июне 2015 года Холькнект объявил, что снова влюбился, на этот раз в 36-летнюю фотографа Анну Ланделл.